# Søren Søndergaard
Søren Bo Søndergaard (ur. 16 sierpnia 1955 w Kyndby Sogn) – duński polityk, deputowany krajowy, poseł do Parlamentu Europejskiego VI i VII kadencji.

## Życiorys
Po ukończeniu gimnazjum przeszedł przygotowanie do zawodu spawacza. Pracował do 1983 w stoczni koncernu Burmeister & Wain. Odbył też w międzyczasie obowiązkową służbę wojskową. W latach 80. pełnił funkcję sekretarza generalnego Socjalistycznej Partii Robotniczej. Później był zatrudniony jako nauczyciel w szkole technicznej w Kopenhadze.
Od 1994 do 2005 sprawował mandat deputowanego do Folketingetu, reprezentował krajowy parlament w Zgromadzeniu Parlamentarnym Rady Europy.
W 2007, po rezygnacji Ole Krarupa, został posłem do Parlamentu Europejskiego. W wyborach w 2009 z powodzeniem ubiegał się o reelekcję jako kandydat Ruchu Ludowego przeciw UE. W VII kadencji przystąpił do grupy Zjednoczonej Lewicy Europejskiej i Nordyckiej Zielonej Lewicy, a także do Komisji Kontroli Budżetowej i Komisji Spraw Konstytucyjnych. Zrezygnował z mandatu na kilka miesięcy przed końcem kadencji na rzecz Riny Ronja Kari.
W 2015, 2019 i 2022 z ramienia ugrupowania Czerwono-Zieloni ponownie wybierany do Folketingetu.